# トヨタ・V型エンジン
トヨタ・V型エンジン（トヨタ・Vがたエンジン）は、1964年（昭和39年）から1997年（平成9年）までトヨタ自動車（1981年以前はトヨタ自動車工業）が製造していた水冷V型8気筒ガソリンエンジンの系列である。
日本製乗用車用としては初のV型8気筒エンジンで、当初はトヨタ初の量産型ショーファードリブンカーであるクラウン・エイト用のエンジンとして開発され、以後はその後継モデルである初代センチュリーの専用ユニットとして改良・拡大を経ながら約33年間に渡り生産された。
燃焼室の形状は、当初ターンフロー式のウェッジ（楔）形であったが、初代センチュリー用の3V型以降よりV字形クロスフロー式の半球形となった。また、同時にトヨタ初となるテンパラチャー・コントロールド・オートカップリングファンが採用されている。ただし動弁系は一貫してOHVのままで、OHC化を受けることなく終始している。当初からシリンダーブロック・シリンダーヘッドともアルミニウム合金製とし、大型エンジンの割に重量抑制が図られていたことも特色である。

## 型式
1964年4月登場
ガソリンエンジン
水冷V型8気筒OHV

### V - 2600 cc
重量は225kg
- （初）クラウン・エイト（VG10）

### 3V - 3000 cc
- OHV 16バルブ
- 排気量：2,981 cc
- 内径×行程：78.0 × 78.0 (mm)
- 圧縮比：9.8
- 参考出力：110 kW (150 PS)/5,200 rpm 235 Nm (24.0 kg・m)/3,600 rpm
- （初）初代センチュリー（VG20）

### 4V-U - 3400 cc
- OHV 16バルブ
- 排気量：3,376 cc
- 内径×行程：83.0 × 78.0 (mm)
- 圧縮比：8.5
- 参考出力：125 kW (170 PS)/5,400 rpm 260 Nm (26.5 kg・m)/3,600 rpm
- （初）初代センチュリー（VG30）

### 4V-EU - 3400 cc
- OHV 16バルブ
- 排気量：3,376 cc
- 内径×行程：83.0 × 78.0 (mm)
- 圧縮比：8.8
- 参考出力：132 kW (180 PS)/5,200 rpm 270 Nm (27.5 kg・m)/4,400 rpm
- （初）初代センチュリー（VG30）

### 5V-EU - 4000 cc
- OHV 16バルブ
- 排気量：3,994 cc
- 内径×行程：87.0 × 84.0 (mm)
- 圧縮比：8.6
- 参考出力：121 kW (165 PS)/4,400 rpm 289 Nm (29.5 kg・m)/3,600 rpm
- （初）初代センチュリー（VG40）

## 系譜
- エンジン型式一覧の自動車用エンジンの系譜を参照。